# Eric Lindqvist
Eric Lindqvist (folkbokförd Nils Erik Lindqvist), född 9 oktober 1904 i Hedvig Eleonora församling i Stockholm, död 11 oktober 1979 i Högalids församling i Stockholm, var en svensk journalist och diplomat.
Eric Lindqvist var adoptivson till LO-ordförande Herman Lindqvist och Matilda Sundberg.
Lindqvist hade realexamen men bedrev också studier och praktik utomlands under perioderna 1920–1927 och 1929–1930. Han blev medarbetare i Social-Demokraten (sedermera Morgon-Tidningen) 1930 och var 1940–1942 dess korrespondent i Berlin. Under tiden 1942–1944 var han utrikespolitisk medarbetare i Morgon-Tidningens hemma-redaktion och utsänd korrespondent till olika länder.
Sedan bytte han bana och verkade som informatör och diplomat. Han blev pressattaché i Helsingfors 1945, fick ambassadråds namn 1955, blev pressråd 1964, var konsul i Mariehamn 1966–1969 och fick generalkonsuls namn 1966. Han var utgivare och översättare av böcker i utrikespolitiska ämnen.
Eric Lindqvist gifte sig 1935 med Brita Iselin Larson (1909–1991), dotter till författaren Leon Larson och Freja Engström. De fick sex barn tillsammans mellan 1935 och 1944, ett av dessa är populärhistorikern Herman Lindqvist.